# Volemys
Volemys är ett släkte av däggdjur. Volemys ingår i familjen hamsterartade gnagare.

## Systematik
Arter enligt Catalogue of Life:
- Volemys clarkei
- Volemys kikuchii
- Volemys millicens
- Volemys musseri

Wilson & Reeder (2005) samt IUCN listar bara två arter i släktet. Volemys clarkei och Volemys kikuchii flyttas till släktet Microtus.

## Beskrivning
Dessa gnagare förekommer i Kina i östra Tibet och Sichuan. De vistas i höglandet som ligger 1900 till 4000 meter över havet. Regionen är täckt av skog eller bergsängar.
Arterna når en kroppslängd (huvud och bål) av 8 till 14 cm samt en svanslängd av 5 till 10 cm. De har en mörkbrun päls på ovansidan och en grå eller ljusbrun päls på buken. Även svansen är tvåfärgat på samma sätt. Volemys skiljer sig från andra sorkar genom olikartad konstruktion av skallen och tänderna.
Levnadssättet är föga känt. Dessa gnagare är mycket sällsynta. De hotas troligen av skogsavverkningar eller andra landskapsförändringar. IUCN listar båda arterna med kunskapsbrist (DD).